# Bercy (Métro Paris)

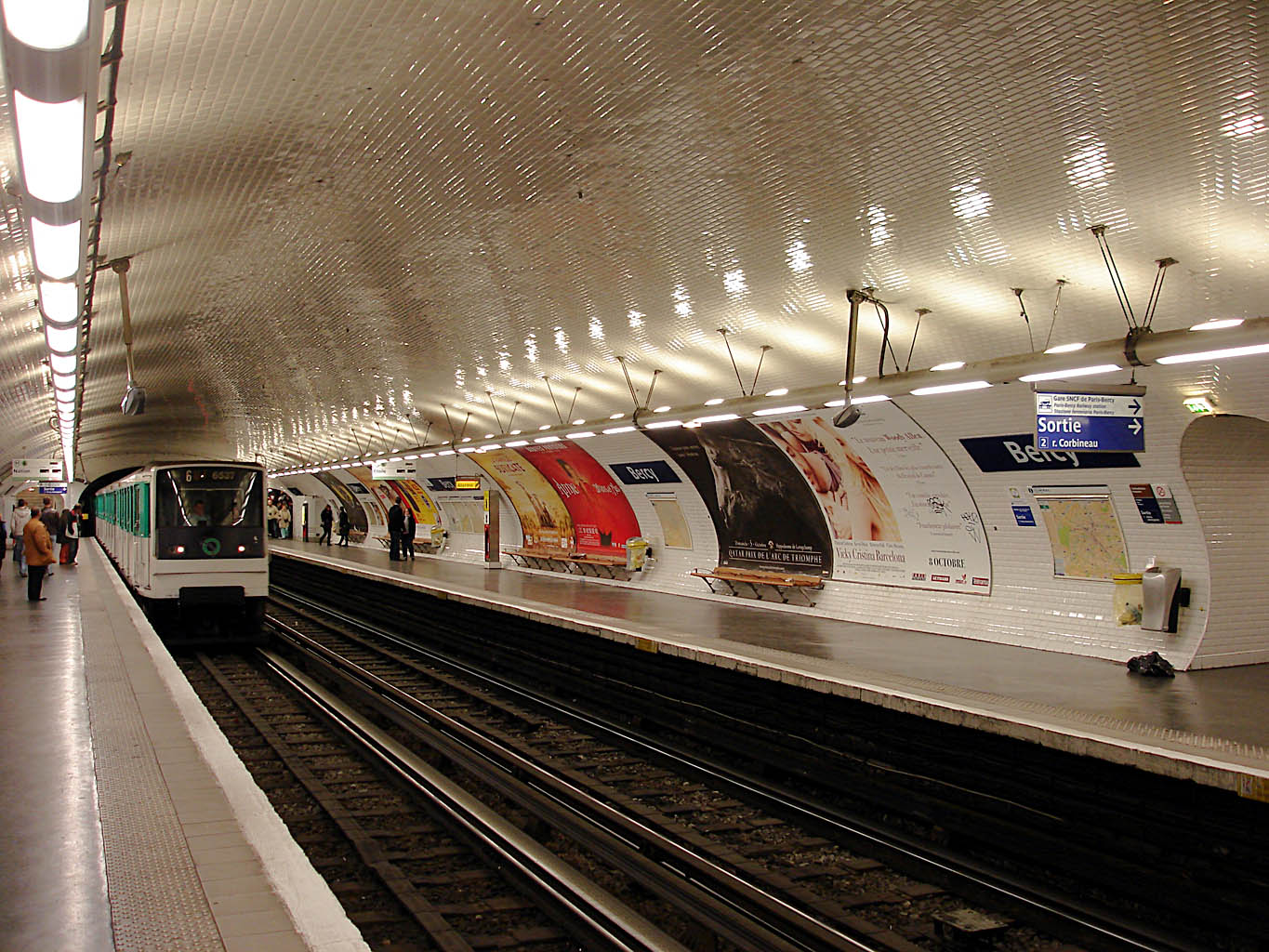
Station der Linie 6 mit einfahrendem Zug der Baureihe MP 73

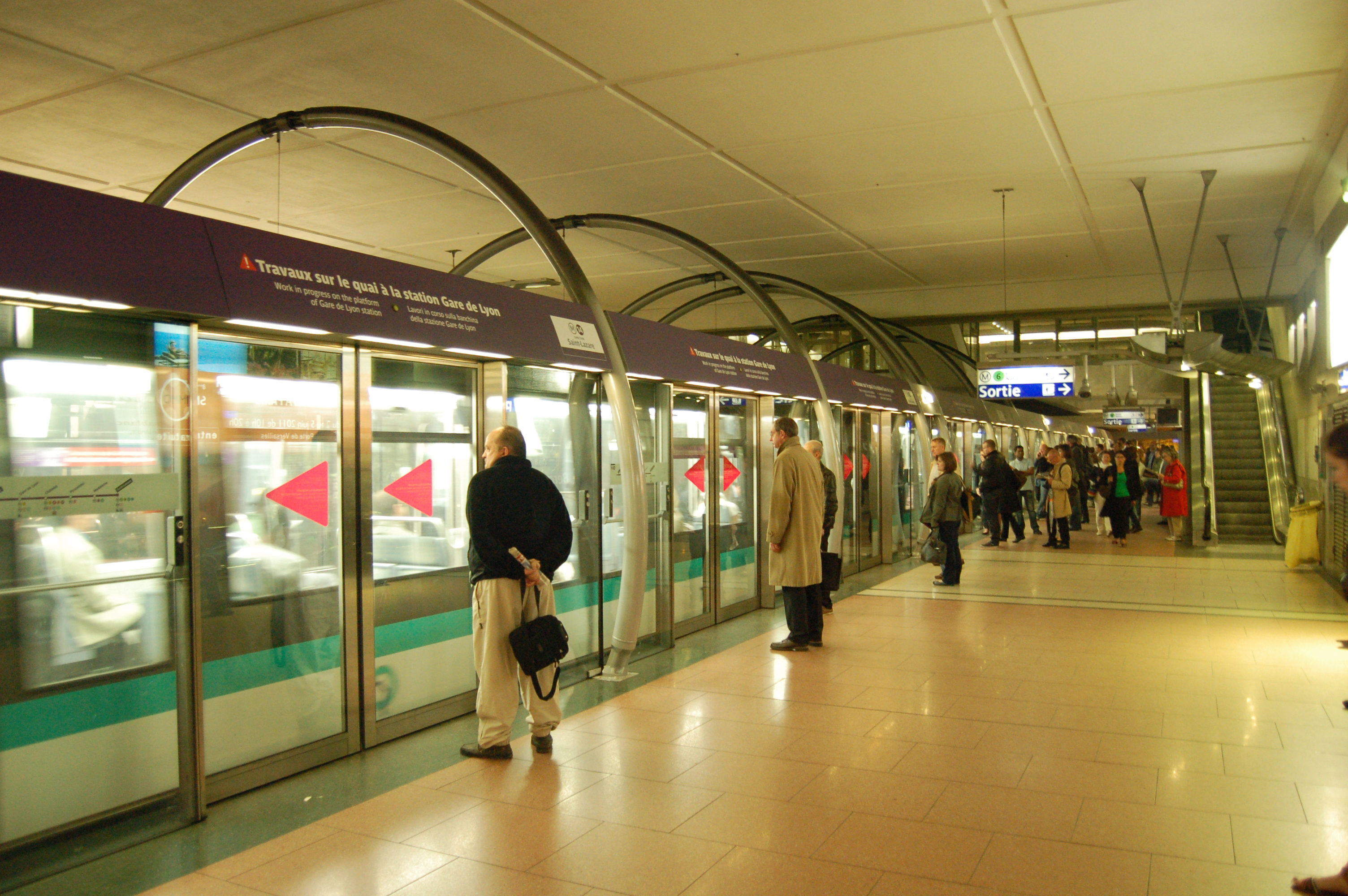
Station der Linie 14 mit Bahnsteigtüren

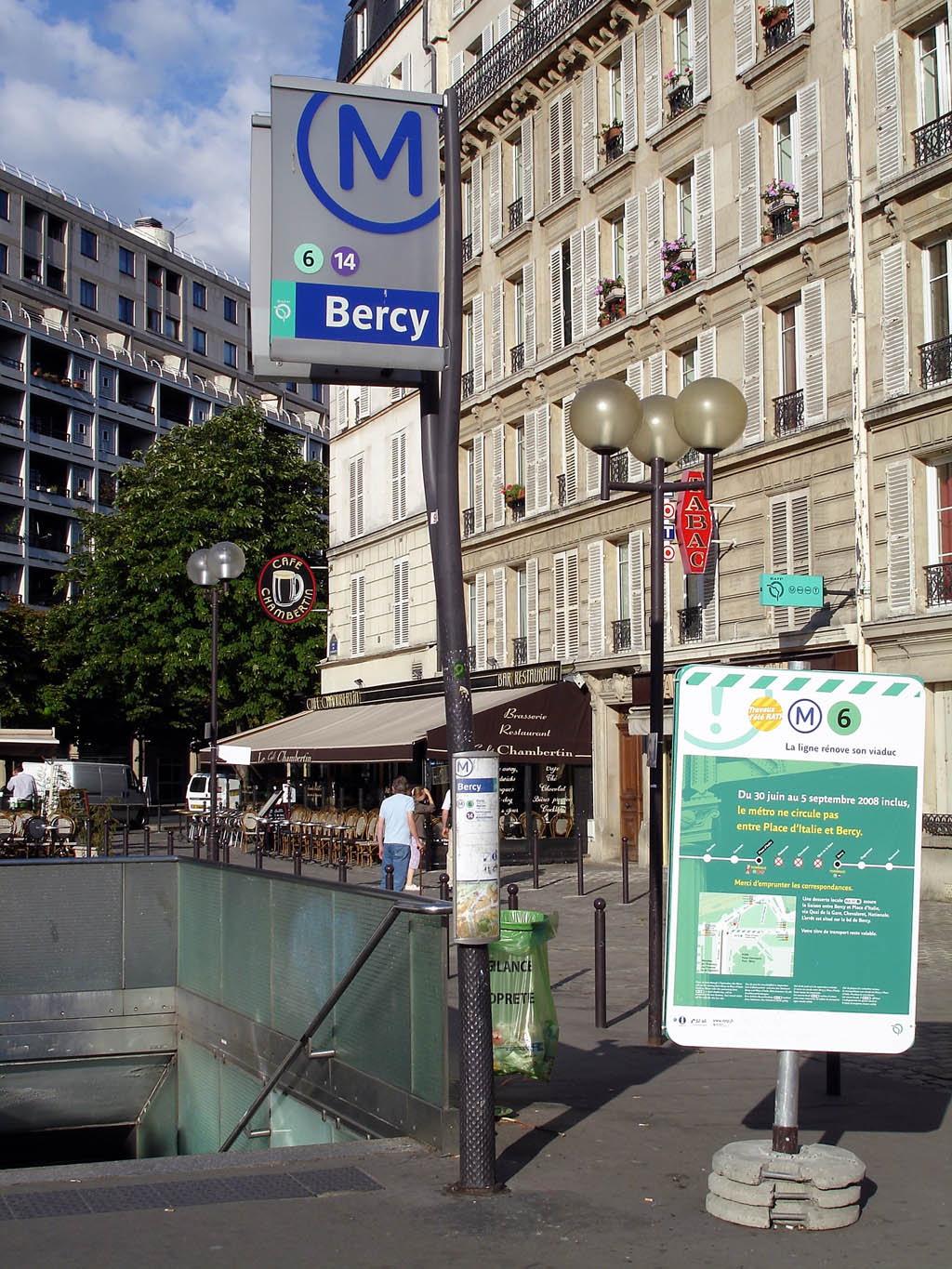
Neuer Zugang mit modernem Hinweisschild

Bercy [bɛʁsi] ist ein unterirdischer Umsteigebahnhof der Pariser Métro. Er wird von den Linien 6 und 14 bedient. Im Jahr 2013 wurden 5,5 Millionen einsteigende Fahrgäste gezählt. Es bestehen Umsteigemöglichkeiten am oberirdisch verknüpften Bahnhof Paris-Bercy-Bourgogne-Pays-d’Auvergne zu TER-Zügen nach Auxerre und Clamecy sowie zu Auto- und Nachtreisezügen.

## Lage
Der U-Bahnhof befindet sich im Quartier de Bercy des 12. Arrondissements von Paris. Die Station der Linie 6 liegt längs unter dem Boulevard de Bercy östlich dessen Kreuzung mit der Rue de Bercy. Südlich dieser Kreuzung liegt längs unter der Rue de Bercy die Station der Linie 14.

## Name
Namengebend sind die Straßen Rue de Bercy und Boulevard de Bercy. Bercy war ein außerhalb der Stadtmauer gelegenes Dorf, das 1859 nach Paris eingemeindet wurde.

## Geschichte
Die Station der Linie 6 wurde am 1. März 1909 von der Compagnie du chemin de fer métropolitain de Paris (CMP) in Betrieb genommen, als deren Strecke von Place d’Italie bis Nation eröffnet wurde. Die Eröffnung des 1906 fertiggestellten Bauwerks hatte sich um drei Jahre verzögert, da die Betreibergesellschaft ein Defizit beim Betrieb dieses damals peripher gelegenen Streckenabschnitts vermeiden wollte. Im Juli 1974 wurde die Linie 6 auf den Betrieb mit gummibereiften Zügen umgestellt.
Am 15. Oktober 1998 ging die Station der vollautomatischen Linie 14 in Betrieb. Der von Hector Guimard im Stil des Art nouveau gestaltete ehemalige Zugang am Boulevard de Bercy wurde durch einen Neubau ersetzt.

## Beschreibung
Die Station der Linie 6 ist 75 m lang, die Seitenbahnsteige an den beiden Streckengleisen sind 4 m breit. Sie liegt unter einem elliptischen, weiß gefliesten Deckengewölbe, dessen Seitenwände der Krümmung der Ellipse folgen. Westlich ihrer Station überquert die Linie 6 die Trasse der Linie 14, verlässt nach einer Kurve den Tunnel und erreicht eine offene Rampe, die zur Seinebrücke Pont de Bercy führt. Östlich der Station liegen ein einfacher Gleiswechsel und ein seitliches Abstellgleis, zudem zweigt dort ein Betriebsgleis zur Linie 14 ab.
Mit ihrer Länge von 120 m kann die Station der Linie 14 Acht-Wagen-Züge aufnehmen. Ihr Querschnitt ist rechteckig, die an zwei Streckengleisen liegenden Bahnsteige sind mit Bahnsteigtüren versehen. Mit einem Gefälle von 41,66 ‰ führt die Strecke südlich der Station unter die Gleise des Bahnhofs Gare de Bercy, den sie in einer langgestreckten Kurve teilweise unterquert.

## Fahrzeuge
Bis 1974 verkehrten auf der Linie 6 Züge der Bauart Sprague-Thomson. Im Juli jenes Jahres wurde die Linie auf gummibereifte Fahrzeuge umgestellt, seitdem fahren dort aus drei Trieb- und zwei Beiwagen zusammengesetzte Züge der Baureihe MP 73. Seit Januar 2023 wird auch die Baureihe MP 89 CC auf der Linie 6 eingesetzt.
Die Linie 14 ist mit gummibereiften, fahrerlosen Zügen der Baureihen MP 89 CA und MP 05 ausgestattet.

## Umgebung
In unmittelbarer Nähe befindet sich die Veranstaltungshalle Palais Omnisports de Paris-Bercy.